# Ківьяли (Вурнарський район)
Ківья́ли (рос. Кивьялы, чув. Кивьял Нурăс) — присілок у складі Вурнарського району Чувашії, Росія. Входить до складу Калінінського сільського поселення.
Населення — 141 особа (2010; 144 у 2002).
Національний склад:
- чуваші — 98 %